# Dizzy (серия игр)
Dizzy (МФА: /ˈdɪzi/о файле) — серия компьютерных игр компании Code Masters. Игры серии выполнены в основном в жанре графический квест. Главным героем всех игр является Диззи — весёлый представитель «Желткового народа» (англ. Yolkfolk) с большой семьёй (в России Диззи иногда ошибочно называют сногглом из-за упоминания этих существ в игре Treasure Island Dizzy).
Несмотря на то, что игры серии были перенесены на большинство популярных в Европе платформ, но она стала настолько популярной, что Диззи считается неофициальным символом ZX Spectrum.
Впервые эта серия игр была выпущена для платформ Amstrad CPC и ZX Spectrum. Для ZX Spectrum вышло семь оригинальных (от Code Masters) частей (+ интермедия Dizzy 3.5), и более пяти частей продолжения, написанные энтузиастами на территории бывшего СССР.

## Семья Dizzy и другие персонажи

Персонажи игры в Magicland Dizzy на начальном экране версии для ZX Spectrum. Справа-вверху злой волшебник Закс, ниже семья Диззи.

- Диззи (англ. Dizzy, головокружительный) — главный герой, одет в красные боксёрские перчатки (в некоторых играх — ещё и в шляпу)
- Дейзи (англ. Daisy, маргаритка) — подружка Dizzy, которую нужно спасать; в перспективе — невеста Dizzy
- Дора (англ. Dora) — младшая сестра Dizzy, очень увлечена выпечкой пирожков и прочей сдобы и терпеть не может лягушек, побывав в «лягушачьей шкуре» как минимум дважды. Очень боится темноты.
- Дедушка Диззи (Grand Dizzy) — бодрый старик, родной дед Dizzy, «гениальный» изобретатель и советчик
- Денни (англ. Danny) — племянник Dizzy, вечно влипающий в неприятности, ещё один «объект спасения»
- Дензил (англ. Denzil, меломан) — одержимый слушатель рок-музыки и любитель новых технологий
- Дилан (англ. Dylan, меланхолик) — хиппи-бродяга, любитель посидеть на природе возле костра
- Дози (англ. Dozy, дремунчик) — вечно спящее создание, кроме сна в любом виде и месте ничем не интересуется
- Поги (англ. Pogie) — юркий пушистый мышонок. иногда его приходится ловить и сажать в клетку
- Закс (англ. Zaks) — злой волшебник
- Тео (англ. Theo) — добрый волшебник

### Близкие персонажи
Помимо серии про Dizzy, у Code Masters имеется серия из трёх квестов о Сеймуре (англ. Seymour), очень напоминающем Dizzy: это такое же яйцеподобное существо (Seymour: Take One, Seymour At The Movies и Wild West Seymour), только с ярко выраженными башмаками и непринуждённо передвигающееся. Стиль квестов также близок.

## История

### Создание персонажей
Когда в Codemasters было принято решение о разработке игры в жанре приключений, центральным персонажем стало яйцо. Данное решение Филип Оливер описывает следующим образом:

Во время разработки Dizzy мы очень хотели создать персонажа, но в то время было непросто это сделать из-за проблем работы со спрайтами. Интуитивно мы решили, что лучший способ для решения этой проблемы это сделать голову как можно более большой, и в конце концов мы пришли к тому, что персонаж принял форму яйца. К тому же, его было легко рисовать.
Оригинальный текст (англ.)What we most wanted out of Dizzy was to develop a character, which isn’t easy when you’re dealing with sprites. We felt the best way to achieve this was to make his head as big as possible so we ended up making him into an egg shape. It was also easy to draw.

В другом интервью Филип ту же ситуацию описал следующим образом:

Однажды утром мы прикидывали, сможем ли изобразить достаточно крупное лицо, которое нормально смотрелось бы на экране. Тело к нему, разумеется, не приделывали, — рассказывает Филип. — В конце концов мы нарисовали самую большую физиономию, на которую были способны, и просто добавили к ней руки и ноги. Всего за несколько часов мы сделали всю анимацию — это я очень хорошо помню.
Первоначально братья Оливер имплементировали Диззи в игру Ghost Hunters от Codemasters, но представителям издателя это не понравилось, так как персонаж не вписывался в игру. Но они прокомментировали, что идея хорошая, и на этом братья Оливер начали работать над игрой Dizzy — The Ultimate Cartoon Adventure в качестве эксперимента.
Впервые Dizzy попал на полки магазинов в сентябре 1987 года.

### Завершение
Проблемой для продолжения серии игр являлся переход на новую аппаратную платформу. В данной ситуации несмотря на то, что популярность Диззи была на высоте, издатель Codemasters отказался от работ над продолжением серии. Ключевой причиной окончания серии являлись туманные отношения между братьями Оливер и Codemasters. Юридически братья имели право на Диззи и могли продолжить серию, но был открытым вопрос могли ли они назвать её только своей. И в данной ситуации Диззи даже не получил своего звёздного шанса стать британским Марио или Соником.

## Список игр

### Оригинальные квесты
- Dizzy – The Ultimate Cartoon Adventure (1986, Code Masters; ZX Spectrum, C64, Amstrad CPC)
- Dizzy II: Treasure Island Dizzy (1987, Code Masters; ZX Spectrum, C64, Amiga, Amstrad, Atari, NES)
- Dizzy III: Fantasy World Dizzy (1988, Code Masters; ZX Spectrum, C64, Amiga, Amstrad, Atari, IBM PC)
- Dizzy Three.. and a Half! An Xmas Special for Crush readers (1989, Code Masters; ZX Spectrum)
- Dizzy IV: Magicland Dizzy (1990, Code Masters; ZX Spectrum, C64, Amiga, Amstrad, Atari, IBM PC)
- Dizzy V: Spellbound Dizzy (1990, Code Masters; ZX Spectrum, C64, Amiga, Amstrad, Atari)
- Dizzy VI: Dizzy Prince of the Yolkfolk (1990, Code Masters; ZX Spectrum, C64, Amiga, Amstrad, Atari, NES, IBM PC)
- Dizzy VII: Crystal Kingdom Dizzy (1992, Code Masters; ZX Spectrum, Amiga, Amstrad, Atari)
- Fantastic Dizzy (1993, Code Masters; Amiga, NES, Sega Mega Drive, Sega Master System, IBM PC)
- Dizzy VIII: Wonderful Dizzy (2020, Code Masters; ZX Spectrum 128)

### Оригинальные спин-оффы
В серии выпускались следующие спин-оффы:
- Fast Food (1989, Code Masters; ZX Spectrum, C64, Amiga, Amstrad, Atari)
- Kwik Snax (1990, Code Masters; ZX Spectrum, C64, Amiga, Amstrad, Atari)
- Dizzy Panic! (1991, Code Masters; ZX Spectrum, C64, Amiga, Amstrad, Game Gear)
- Bubble Dizzy (1991, Code Masters; ZX Spectrum, C64, Amstrad, Atari , Amiga, IBM PC)
- Dizzy Down the Rapids (1991, Code Masters; ZX Spectrum, Atari, C64, Amiga, Amstrad)
- The Excellent Dizzy Collection (1993)
  - Go! Dizzy Go! (Action)
  - Dizzy the Adventurer
  - Panic Dizzy

### Квесты-ремейки оригинального Dizzy
- Dizzy Eight: Little Joke (199?, Timur Company и P.A. Soft; ZX Spectrum)
- Dizzy New ! (1993, В. Кутин, Д. Палтусов; ZX Spectrum)
- Last Will Dizzy: The Last Adventure Dizzy (1993, Олег Москаленко; ZX Spectrum)
- Dizzy X: Journey to Russia (1995, Speed Code, Сергей Горшков; ZX Spectrum)
- Dizzy Y: Return to Russia (1995, Speed Code, Сергей Горшков; ZX Spectrum)
- Dizzy Editor (1996, Welcome Corp.; ZX Spectrum)
- Home Iceland Dizzy (1998, VS Prog Group; ZX Spectrum)
- Dizzy A (2000, Юрий Назаренко; ZX Spectrum)
- Dizzy B (2001, Юрий Назаренко; ZX Spectrum)
- Dizzy XII: Dizzy Underground (2001, Gogin; ZX Spectrum)
- Dizzy: Prince of the Yolkfolk (2011, Codemasters) — ремейк оригинальной версии для Android и iOS, вышел 9 декабря 2011 года[6]

### Игры, посвящённые Dizzy (от поклонников)
- Dizzy Forever (2005, n-Discovery; ZX Spectrum)